# Australian Open 2006
De 94e editie van het Australische grandslamtoernooi, het Australian Open 2006, werd gehouden tussen 16 en 29 januari 2006. Voor de vrouwen was het de 80e editie. Het werd gespeeld in het Melbourne Park te Melbourne.
Het toernooi van 2006 trok 550.500 toeschouwers.

## Belangrijkste uitslagen
Mannenenkelspel

Finale: Roger Federer (Zwitserland) won van Marcos Baghdatis (Cyprus) met 5-7, 7-5, 6-0, 6-2
Vrouwenenkelspel

Finale: Amélie Mauresmo (Frankrijk) won van Justine Henin-Hardenne (België) doordat Henin de strijd opgaf bij een stand van 6-1, 2-0
Mannendubbelspel

Finale: Bob Bryan en Mike Bryan (Verenigde Staten) wonnen van Martin Damm (Tsjechië) en Leander Paes (India) met 4-6, 6-3, 6-4
Vrouwendubbelspel

Finale: Yan Zi en Zheng Jie (China) wonnen van Lisa Raymond (Verenigde Staten) en Samantha Stosur (Australië) met 2-6, 7-6, 6-3
Gemengd dubbelspel

Finale: Martina Hingis (Zwitserland) en Mahesh Bhupathi (India) wonnen van Jelena Lichovtseva (Rusland) en Daniel Nestor (Canada) met 6-3, 6-3
Meisjesenkelspel

Finale: Anastasija Pavljoetsjenkova (Rusland) won van Caroline Wozniacki (Denemarken) met 1-6, 6-2, 6-3
Meisjesdubbelspel

Finale: Sharon Fichman (Canada) en Anastasija Pavljoetsjenkova (Rusland) wonnen van Alizé Cornet (Frankrijk) en Corinna Dentoni (Italië) met 6-2, 6-2
Jongensenkelspel

Finale: Alexandre Sidorenko (Frankrijk) won van Nick Lindahl (Australië) met 6-3, 7-6
Jongensdubbelspel

Finale: Błażej Koniusz (Polen) en Grzegorz Panfil (Polen) wonnen van Kellen Damico (VS) en Nathaniel Schnugg (VS) met 7-6, 6-3
Rolstoelmannenenkelspel

Finale: Michaël Jérémiasz (Frankrijk) won van Satoshi Saida (Japan) met 5-7, 6-4, 6-3
Rolstoelvrouwenenkelspel

Finale: Esther Vergeer (Nederland) won van Jiske Griffioen (Nederland) met 6-4, 6-0
Rolstoelmannendubbelspel

Finale: Robin Ammerlaan (Nederland) en Martin Legner (Oostenrijk) wonnen van Michaël Jérémiasz (Frankrijk) en Satoshi Saida (Japan) met 3-6, 6-3, 7-6(5)
Rolstoelvrouwendubbelspel

Finale: Jiske Griffioen (Nederland) en Esther Vergeer (Nederland) wonnen van Yuka Chokyu (Canada) en Mie Yaosa (Japan) met 6-2, 6-0

## Trivia
- Rafael Nadal, Andre Agassi en Jennifer Capriati misten het toernooi wegens blessures.

## Uitzendrechten
Het Australian Open was in Nederland en België te zien op Eurosport. Eurosport zond het Australian Open uit via de lineaire sportkanalen Eurosport 1 en Eurosport 2 en via de online streamingdienst, de Eurosport Player.
1905 · 1906 · 1907 · 1908 · 1909 · 1910 · 1911 · 1912 · 1913 · 1914 · 1915 · 1916–1918 · 1919 · 1920 · 1921 · 1922 · 1923 · 1924 · 1925 · 1926 · 1927 · 1928 · 1929 · 1930 · 1931 · 1932 · 1933 · 1934 · 1935 · 1936 · 1937 · 1938 · 1939 · 1940 · 1941–1945 · 1946 · 1947 · 1948 · 1949 · 1950 · 1951 · 1952 · 1953 · 1954 · 1955 · 1956 · 1957 · 1958 · 1959 · 1960 · 1961 · 1962 · 1963 · 1964 · 1965 · 1966 · 1967 · 1968
↓ open tijdperk ↓
1969 (m-v-md-vd-gd) · 1970 (m-v-md-vd) · 1971 (m-v-md-vd) · 1972 (m-v-md-vd) · 1973 (m-v-md-vd) · 1974 (m-v-md-vd) · 1975 (m-v-md-vd) · 1976 (m-v-md-vd) · jan 1977 (m-v-md-vd) · dec 1977 (m-v-md-vd) · 1978 (m-v-md-vd) · 1979 (m-v-md-vd) · 1980 (m-v-md-vd) · 1981 (m-v-md-vd) · 1982 (m-v-md-vd) · 1983 (m-v-md-vd) · 1984 (m-v-md-vd) · 1985 (m-v-md-vd) · 1986 · 1987 (m-v-md-vd-gd) · 1988 (m-v-md-vd-gd) · 1989 (m-v-md-vd-gd) · 1990 (m-v-md-vd-gd) · 1991 (m-v-md-vd-gd) · 1992 (m-v-md-vd-gd) · 1993 (m-v-md-vd-gd) · 1994 (m-v-md-vd-gd) · 1995 (m-v-md-vd-gd) · 1996 (m-v-md-vd-gd) · 1997 (m-v-md-vd-gd) · 1998 (m-v-md-vd-gd) · 1999 (m-v-md-vd-gd) · 2000 (m-v-md-vd-gd) · 2001 (m-v-md-vd-gd) · 2002 (m-v-md-vd-gd) · 2003 (m-v-md-vd-gd) · 2004 (m-v-md-vd-gd) · 2005 (m-v-md-vd-gd) · 2006 (m-v-md-vd-gd) · 2007 (m-v-md-vd-gd) · 2008 (m-v-md-vd-gd) · 2009 (m-v-md-vd-gd) · 2010 (m-v-md-vd-gd) · 2011 (m-v-md-vd-gd) · 2012 (m-v-md-vd-gd) · 2013 (m-v-md-vd-gd) · 2014 (m-v-md-vd-gd) · 2015 (m-v-md-vd-gd) · 2016 (m-v-md-vd-gd) · 2017 (m-v-md-vd-gd) · 2018 (m-v-md-vd-gd) · 2019 (m-v-md-vd-gd)  · 2020 (m-v-md-vd-gd) · 2021 (m-v-md-vd-gd) · 2022 (m-v-md-vd-gd) · 2023 (m-v-md-vd-gd) · 2024 (m-v-md-vd-gd) · 2025 (m-v-md-vd-gd)
Lijst van Australian Openwinnaars